# Anania crocealis
Anania crocealis là một loài bướm đêm thuộc họ Crambidae. Nó được tìm thấy ở châu Âu.
Sải cánh dài 22–25 mm. Con trưởng thành bay từ tháng 6 đến tháng 9 tùy theo địa điểm.
Ấu trùng ăn Pulicaria dysenterica, Inula conyzae và Inula salicina.

## Hình ảnh

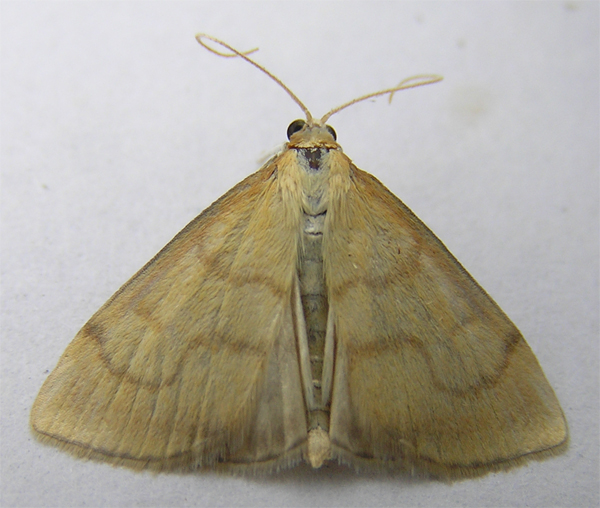
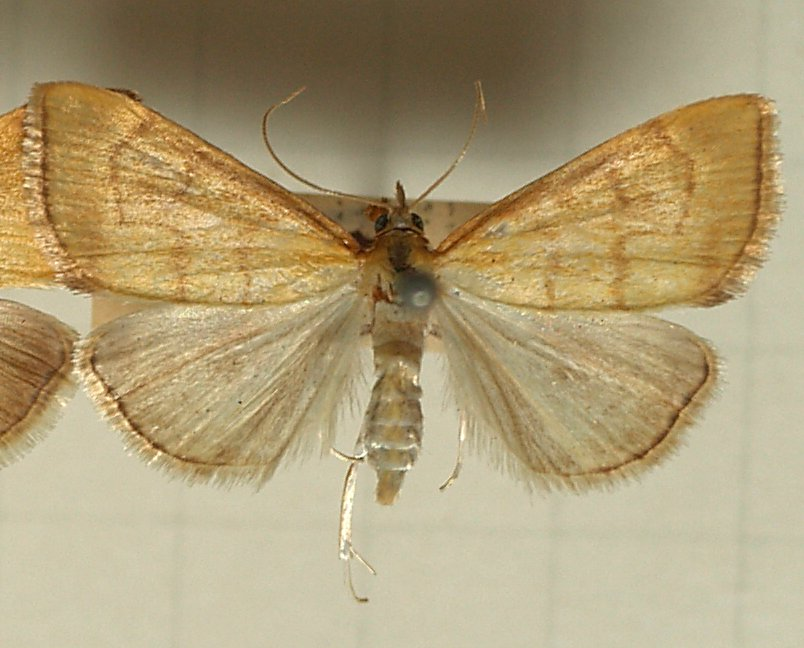